# Ministère de la Femme et des Populations vulnérables
Le ministère de la Femme et des Populations vulnérables (en espagnol : Ministerio de la Mujer y Poblaciones Vulnerables) est le département du pouvoir exécutif chargé de faire respecter les droits des femmes dans l'État péruvien. Son siège est à Lima. 
La ministre actuelle est Grecia Rojas. 
Le ministère a comme objectif de diriger des politiques décentralisées pour vaincre la pauvreté, les inégalités et l'exclusion, destiné aux personnes en situation de pauvreté et aux groupes vulnérables, et contribuer à tendre vers l'égalité des chances entre hommes et femmes.

## Histoire
Le 29 octobre 1996, le gouvernement d'Alberto Fujimori décide la création du ministère de la Promotion de la femme et du Développement humain (PROMUDEH). La première titulaire du ministère est Miriam Schenone Ordinola.
Le 11 juillet 2002, par la loi organique n°27779, le ministère est renommé en « ministère de la Femme et du Développement social (MIMDES) ». En 2012, l'intitulé du ministère change une ultime fois et devient le « ministère de la Femme et des Populations vulnérables (MIMPV). »
Ce ministère n'a jusqu'à présent été occupé que par des femmes ; ce n'est cependant qu'une tradition perpétuée, puisqu'aucun texte légal ne fixe d'obligation sur le genre du ministre.

## Organisation
- Secrétaire générale
- Vice-ministère de la Femme
  - Direction générale de l'égalité des genres et de la non-discrimination
  - Direction générale de l'intégration de l'approche genre
  - Direction générale de Lutte contre les Violences de Genre
- Vice-ministère des Populations vulnérables
  - Direction générale de la population, du développement et du volontariat
  - Direction générale de la famille et de la communauté
  - Direction générale de l'enfance et de l'adolescence
  - Direction générale des adoptions

## Organismes liés au ministère
- Conseil national pour l'intégration des personnes handicapées (es) (CONADIS)
- « Programa Integral Nacional para el Bienestar Familiar » (INABIF)
- « Programa Nacional Contra la Violencia Familiar y Sexual »

## Liste des ministres
| Ministre | Ministre | Ministre                        | Parti   | Gouvernement           | Début du mandat   | Fin du mandat     |
| -------- | -------- | ------------------------------- | ------- | ---------------------- | ----------------- | ----------------- |
|          |          | Miriam Schenone Ordinola (es)   | Indép.  | Alberto Fujimori       | 6 novembre 1996   | 13 octobre 1999   |
|          |          | Luisa María Cuculiza (es)       | SP      | Alberto Fujimori       | 13 octobre 1999   | 20 novembre 2000  |
|          |          | Susana Villarán                 | Indép.  | Valentín Paniagua      | 22 novembre 2000  | 28 juillet 2001   |
|          |          | Doris Sánchez (es)              | Indép.  | Alejandro Toledo       | 28 juillet 2001   | 21 janvier 2002   |
|          |          | Cecilia Blondet (es)            | Indép.  | Alejandro Toledo       | 21 janvier 2002   | 12 juillet 2002   |
|          |          | Ana María Romero-Lozada (es)    | Indép.  | Alejandro Toledo       | 12 juillet 2002   | 28 juin 2003      |
|          |          | Anel Townsend                   | PP      | Alejandro Toledo       | 28 juin 2003      | 15 décembre 2003  |
|          |          | Nidia Puelles (es)              | PP      | Alejandro Toledo       | 15 décembre 2003  | 19 décembre 2003  |
|          |          | Ana María Romero-Lozada (es)    | Indép.  | Alejandro Toledo       | 19 décembre 2003  | 28 juillet 2006   |
|          |          | Virginia Borra (es)             | Indép.  | Alan García            | 28 juillet 2006   | 20 décembre 2007  |
|          |          | Susana Pinilla (es)             | Indép.  | Alan García            | 20 décembre 2007  | 14 octobre 2008   |
|          |          | Carmen Vildoso (es)             | Indép.  | Alan García            | 14 octobre 2008   | 11 juin 2009      |
|          |          | Nidia Vílchez                   | APRA    | Alan García            | 11 juin 2009      | 14 septembre 2010 |
|          |          | Virginia Borra (es)             | APRA    | Alan García            | 14 septembre 2010 | 28 juillet 2011   |
|          |          | Aída García-Naranjo (es)        | PS (es) | Ollanta Humala         | 28 juillet 2011   | 10 décembre 2011  |
|          |          | Ana Jara                        | PNP     | Ollanta Humala         | 11 décembre 2011  | 24 février 2014   |
|          |          | Carmen Omonte (es)              | PP      | Ollanta Humala         | 24 février 2014   | 17 janvier 2015   |
|          |          | Marcela Huaita Alegre (es)      | Indép.  | Ollanta Humala         | 17 janvier 2015   | 28 juillet 2016   |
|          |          | Ana María Romero-Lozada (es)    | Indép.  | Pedro Pablo Kuczynski  | 28 juillet 2016   | 27 juillet 2017   |
|          |          | Ana María Choquehuanca (es)     | PPK     | Pedro Pablo Kuczynski  | 27 juillet 2017   | 2 avril 2018      |
|          |          | Ana María Mendieta (es)         | Indép.  | Martín Vizcarra        | 2 avril 2018      | 11 mars 2019      |
|          |          | Gloria Montenegro Figueroa (es) | PM      | Vizcarra II, III et IV | 11 mars 2019      | 6 août 2020       |
|          |          | Rosario Sasieta (es)            | AP      | Vizcarra V             | 6 août 2020       | 10 novembre 2020  |
|          |          | Patricia Teullet (es)           | Indép.  | Merino                 | 12 novembre 2020  | 17 novembre 2020  |
|          |          | Silvia Loli (es)                | Indép.  | Sagasti                | 18 novembre 2020  | 28 juillet 2021   |
|          |          | Anahí Durand                    | NP      | Castillo I et II       | 29 juillet 2021   | 1er février 2022  |
|          |          | Katy Ugarte                     | PL      | Castillo III           | 1er février 2022  | 8 février 2022    |
|          |          | Diana Miloslavich               | Indép.  | Castillo IV            | 8 février 2022    | 24 août 2022      |
|          |          | Claudia Dávila                  | Indép.  | Castillo IV            | 24 août 2022      | 24 novembre 2022  |
|          |          | Heidy Juárez                    | DVD     | Castillo V             | 25 novembre 2022  | 7 décembre 2022   |
|          |          | Grecia Rojas                    | Indép.  | Boluarte               | 10 décembre 2022  | en cours          |